# Don Barksdale
Donald Argee "Don" Barksdale, född 31 mars 1923 i Oakland i Kalifornien, död 8 mars 1993 i Oakland, var en amerikansk basketspelare.
Barksdale blev olympisk mästare i basket vid sommarspelen 1948 i London.